# Сандер ван дер Вейде
Сандер ван дер Вейде (нід. Sander van der Weide, 21 червня 1976) — нідерландський хокеїст на траві.
Олімпійський чемпіон 2000 року, срібний призер 2004 року, учасник 2008 року.
Чемпіон світу 1998 року.
Срібний призер Чемпіонату Європи 2005 року.
Переможець Трофею чемпіонів 2000, 2002, 2003, 2006 років, срібний призер 2004, 2005 років, бронзовий призер 1999 року.